# 왼손잡이 에렌
《왼손잡이 에렌》(일본어: 左ききのエレン 히다리키키노에렌[*])은 캇피의 일본 만화이다. 2016년 3월 24일부터 2017년 9월 21일까지 ‘cakes’에서 연재됐으며 10월 7일부터 리메이크판(작화: nifuni)가 “소년 점프＋”에서 연재중이다. 광고 대리점을 무대로 한 군상극이다.

## 스토리
광고 대리점에서 근무하는 디자이너 아사쿠라 코이치는 언젠가 유명해지는 것을 꿈 꾸며 매일 악착같이 일했다. 3억짜리 캠페인 디자인을 담당하는 코이치는 프레젠테이션에서 승리를 하지만 프로젝트에서 빠지게 된다. 실의에 빠진 中光一는 본고지인 요코야마를 택시로 향하며 학생 시절의 과거를 떠올린다. 캐치 프레이즈는 ‘천재가 되지 못한 모든 사람에게’(天才になれなかった全ての人へ)이다.

## 등장 인물
아사쿠라 코이치(朝倉光一)
이 이야기의 주인공이다. 만들기는 좋아하지만 뛰어난 재능이 없는 것을 자각하고 광고 대리점의 디자이너가 되어서 등신대의 성공을 하고 싶다고 생각하고 있는 청년이다.
야마기시 에렌(山岸エレン)
그림의 재능을 가지면서 아버지의 죽음을 계기로 그리는 것을 그만둔 소녀이면 왼손잡이이다.
카토 사유리(加藤さゆり)
무엇이든 평균 이상은 능숙하게 다르며, 만만찮은 인생 설계야 말로 행복의 길이라고 믿고 있다.
키시 아야노(岸あやの)
대기업 ‘AK’의 사장의 딸이자 키시 아카리의 언니이다. 왼손잡이이다.
키시 아카리(岸あかり)
엄청 인기 있는 모델이다. 키시 아야노의 여동생이다. 왼손잡이이다.

## 잡지 정보
- 캇피(원작), nifuni(작화) “左ききのエレン / 왼손잡이 에렌” 슈에이샤〈점프 코믹스+]]〉, 기간 11권 (2020년 1월 4일 기준)
  1. 2017년 12월 4일 발매[1], ISBN 978-4-08-881298-4
  2. 2018년 3월 2일 발매[2], ISBN 978-4-08-881345-5
  3. 2018년 5월 2일 발매[3], ISBN 978-4-08-881417-9
  4. 2018년 8월 3일 발매[4], ISBN 978-4-08-881542-8
  5. 2018년 10월 4일 발매[5], ISBN 978-4-08-881629-6
  6. 2019년 1월 4일 발매[6], ISBN 978-4-08-881742-2
  7. 2019년 3월 4일 발매[7], ISBN 978-4-08-881781-1
  8. 2019년 6월 4일 발매[8], ISBN 978-4-08-882001-9
  9. 2019년 10월 4일 발매[9], ISBN 978-4-08-882009-5
  10. 2019년 11월 1일 발매[10], ISBN 978-4-08-882108-5
  11. 2020년 1월 4일 발매[11], ISBN 978-4-08-882180-1

## 드라마
2019년 10월부터 심야 드라마 시간대인 ‘드라마이즘’의 작품으로 마이니치 방송 제작에 의해서 TBS을 시작으로 동일 계열의 일부에서 방송, 혹은 방송되고 있는 드라마이다. 주연은 지상파 첫 주연인 카미오 후주와 이케다 엘라이자의 더블 주연이다. 첫 방송 시작전인 10월 13일 MBS에서 “ドラマ「左ききのエレン」放送直前！ードラマが好きな全ての人へー / 드라마 ‘왼손잡이 에렌’ 방송 직전! - 드라마를 좋아하는 모든 사람에게”가 방송됐다. 또, 12월 25일부터 U-NEXT에서 “左ききのエレン特別編　がんばったで賞なんてないんだから / 왼손잡이 에렌 특별편 고마웠다고 손해 볼 건 없으니까”가 공개됐다. 

### 등장 인물

#### 주요 인물
- 카미오 후주 : 아사쿠라 코이치 역 - 메구로 광고사 크리에이터
- 이케다 엘라이자 : 야마기시 에렌 역
- 나카무라 유리카 : 카토 사유리 역

#### 메구로 광고사 크리에이터
- 호리베 케이스케 : 후루타니 신지(古谷真治) 역 - 크리에이티브국 국장
- 무라스기 세미노스케 : 사와무라 코(沢村考) 역
- 마루야마 토모미 : 야나기 이치(柳一) 역 - 크리에이티브 디렉터, 코이치의 회사 상사
- 이시자키 휴이 : 카미야 유스케(神谷雄介) 역 - 코이치의 회사 상사
- 이마이즈미 유이 : 미츠하시 유리나(三橋由利奈) 역 - 코이치의 회사 후배

#### 메구로 광고사 영업부
- 사카타 마사노부 : 후유츠키 신타로(冬月慎太郎) 역 - 영업부 부장
- 요시무라 카이토 : 루카와 슌(流川俊) 역 - 코이츠의 회사 선배
- 타나카 마코토 : 아카네 유코(朱音優子) 역 - 코이치의 회사 동기, 루카와 아래에서 일함

#### 그 외 등장 인물
- 쿠보타 사유 : 소노미야 치아키(園宮千晶) 역 - 소노미야 제약 사장의 딸
- 야기 아리사 : 키시 아카리 역 - 유명 패션 모델
- 한냐 : 카이도(海堂) 역 - 바샤미치 미술학원 학장
- 하마카와 후미에 : 사이토 사치요(斎藤咲千代) 역
- 이타바시 슌야 : 사쿠마 이후(佐久間威風) 역
- 츠무라 노리요시 : 코이즈미(小泉) 역

### 방영 일정
| 화수   | 날짜      | 날짜      | 날짜         | 부제목                                                                    |
| 화수   | 일본      | 일본      | 대한민국     | 부제목                                                                    |
| 화수   | MBS       | TBS       | 도라마코리아 | 원어한국어                                                                |
| ------ | --------- | --------- | ------------ | ------------------------------------------------------------------------- |
| 제1화  | 10월 21일 | 10월 23일 | 10월 25일    | オレは、オレの事ばっかりだ난, 내 생각만 해                                |
| 제2화  | 10월 28일 | 10월 30일 | 11월 1일     | パパの手はそうじゃなかったんだ아빠의 손은 그렇지 않았어                   |
| 제3화  | 11월 4일  | 11월 6일  | 11월 8일     | 私は努力を信じない난 노력을 믿지 않아                                     |
| 제4화  | 11월 11일 | 11월 13일 | 11월 15일    | サラリーマンやれよ샐러리맨을 해                                           |
| 제5화  | 11월 18일 | 11월 20일 | 11월 22일    | 普通の人生じゃ、やだよ평범한 인생은 싫어                                  |
| 제6화  | 11월 25일 | 11월 27일 | 11월 29일    | 誰がつくったかなんて、誰も知らなくても누가 만들었는지 따위, 아무도 몰라도 |
| 제7화  | 12월 2일  | 12월 4일  | 12월 6일     | 不夜城の兵隊불야성의 군인                                                 |
| 제8화  | 12월 9일  | 12월 11일 | 12월 13일    | 才能がなかったんだ재능이 없었던 거야                                      |
| 제9화  | 12월 16일 | 12월 18일 | 12월 20일    | ヤツらの邪魔をするな녀석들을 방해하지 마                                  |
| 제10화 | 12월 23일 | 12월 25일 | 12월 27일    | 天才になれなかった全ての人へ천재가 되지 못한 모든 사람에게                |

| MBS · TBS 드라마이즘                         | MBS · TBS 드라마이즘                                              | MBS · TBS 드라마이즘                    |
| 이전 작품                                    | 작품명                                                            | 다음 작품                               |
| -------------------------------------------- | ----------------------------------------------------------------- | --------------------------------------- |
| REAL⇔FAKE (2019년 9월 2일 ~ 2019년 9월 23일) | 左ききのエレン 왼손잡이 에렌 (2019년 10월 2일 ~ 2019년 12월 23일) | SEDAI WARS 세대전쟁 (2020년 1월 6일 ~ ) |